# صرار (ناطع)

تعديل مصدري - تعديل

صرار هي إحدى قرى عزلة وعله آل رقاب بمديرية ناطع التابعة لمحافظة البيضاء، بلغ تعداد سكانها 132 نسمة حسب تعداد اليمن لعام 2004.